# Жоржи Косиков
Жоржи Косиков е бразилски юрист и писател от български произход. Сред българите в Южна Америка Жоржи Косиков е известен като мисионер на българската история и култура.

## Биография
Жоржи Косиков е потомък на две имиграционни вълни – едната от България в Бесарабия по време на османското владичество и другата от Бесарабия към Южна Америка в началото на 20 век.
Завършил е право, доктор е на юридическите науки, член на Академията по правосъдие и автор на правна литература. Работил е като федерален съдия, съветник на специалните служби за отбрана, по-късно е адвокат.

## Съчинения
- Емигрантите в Бразилия[2]
- Имиграция на българите в Бразилия (2005)
- Имиграцията на българи, бесарабски българи и гагаузи в Бразилия и Уругвай
- Имиграцията в Бразилия. Бесарабски българи и гагаузи, София, 2014